# سامر اسلم (۲۰۱۵)
 سامر اسلم (به انگلیسی: SummerSlam) یک رویداد غیر رایگان (Pay-Per-View) در کشتی حرفه‌ای است که توسط کمپانی دبلیودبلیوئی تهیه می‌شود و این دوره‌اش هم در ۲۳ اوت ۲۰۱۵ و در مجموعه ورزشی بارکلِیز سنتر شهر بروکلین، نیویورک ایالت نو یورک برگزار شد. در اصل قرار بود این دوره از این رویداد در مجموعه ورزشی آی‌زاد سنتر شهر رادرفورد شرقی ایالت نو جرزی برگزار شود ولی در ۱۴ ژانویه ۲۰۱۵ اعلام شد که این ورزشگاه بسته خواهد شد. این اولین سامر اسلم از سال ۲۰۰۸ بود که در ورزشگاهی غیر از استیپلز سنتر برگزار می‌شد. این رویداد همچنین بیست ‌و هشتمین سامراِسلم سالانه بود و اولین سامراسلم ۴ ساعته بود.
در راو ۱۷ اوت اعلام شد که جان استوارت مجری این رویداد خواهد بود.

## زمینه‌سازی
سامر اسلم شامل مسابقاتی بین دشمنی‌های موجود، ماجراهای پیش آمده و استوری‌هایی خواهد بود که پیش از این در برنامه‌های راو یا اسمک داون پخش شده بود. کشتی‌گیرها با توجه به مسابقات یا سری اتفاقاتی که برایشان رخ می‌دهد و تنش را به حد اکثر می‌رساند، نقش منفی یا قهرمان به خود می‌گیرند.
در رزمگاه و طی یک مسابقه برای قهرمانی کمربند دبلیودبلیوئی سنگین‌وزن جهان، براک لزنر مقابل دارنده کمربند یعنی سث رالینز قرار گرفت. لزنر ۱۳ جِرمَن سوپلِکس به رالینز زد و او را در هم شکست و سپس حرکت تمام‌کننده خود یعنی "اف۵" را روی او اجرا کرد؛ درست در لحظه‌ای که در حال پین کردن رالینز و قهرمانی کمربند بود آندرتیکر ناگهان با بازگشت خود و حمله به او، همه چیز را تغییر داد تا رالینز با قانون سلب صلاحیت، کمربند خود را حفظ کند. در راو ۲۰ ژوئیه، تیکر و لزنر بشدت با هم درگیر شدند به‌طوری‌که تقریباً تمام ستارگان کمپانی وارد رینگ شدند تا این‌دو را از هم جدا کنند. حتی درگیری به بیرون از رینگ هم کشیده شد تا اینکه لزنر را با دستبند از ورزشگاه خارج کردند. سپس در همین قسمت از برنامه به‌طور رسمی اعلام شد که آندرتیکر در مسابقه اصلی سامراسلم به مصاف براک لزنر خواهد رفت. این اولین سامراسلم برای آندرتیکر بعد از پیروزی‌اش مقابل اج در سامراسلم ۲۰۰۸ و اولین رویداد غیر رایگان (pay-per-view) او غیر از رسلمانیا بعد از شکست مقابل کین در برَگینگ رایتس ۲۰۱۰ خواهد بود.
در رزمگاه، رایبک قرار بود طی یک مسابقه تریپل ترت از کمربند بین قاره‌ای خود مقابل د میز و بیگ شو دفاع کند ولی از آنجا که مصدومیتی برایش پیش آمده بود این مسابقه به تعویق افتاد. بنابراین، در WWE.com به تاریخ ششم اوت اعلام شد که مسابقه ذکر شده به رویداد بعدی یعنی سامراسلم موکول شده‌است.
در رزمگاه، پس از دخالت لوک هارپر و به‌نوعی تشکیل مجدد خانواده وایت، بری وایت مقابل رومن رینز به برتری رسید. در راو بیستم ژوئیه، دین امبروز که خودش مقابل هارپر به برتری رسید، در مسابقه رینز هم کنار رینگ حضور یافت.در اسمک داون ششم اوت، رینز وایت را به یک مسابقه تگ تیم در سامر اسلم فراخواند؛ مسابقه‌ای بین رینز و امبروز مقابل وایت و هارپر، که بری آن را پذیرفت.
در راو ۲۵ می، استارداست بعد از باختن به نِویل با مهمان ویژه برنامه یعنی استفن اَمِل(بازیگر نقش اصلی مجموعه تلویزیونی پیکان) روبرو شد. در راو ۱۳ ژوئیه، استارداست نِویل را شکست داد. در راو ۱۰ اوت، ضمن اینکه اَمِل دوباره به عنوان مهمان ویژه حضور داشت، نِویل مقابل کینگ بَرِت پیروز شد، ولی سپس استارداست به او حمله‌ور شد. استارداست بعد به سراغ اَمِل رفت و ضربه‌ای به سر او زد که این باعث عصبانیت اَمِل شد و او هم وارد رینگ شد و به استارداست حمله کرد. سپس اَمِل و نِویل در پشت صحنه سراغ تریپل اچ رفتند تا او را قانع کنند اجازه دهد در سامراسلم، آندو طی یک مسابقه تگ تیم مقابل استارداست و کینگ بَرِت قرار بگیرند که تریپل اچ در نهایت آن را پذیرفت.
در راو ۲۷ ژوئیه، جان سینا مقابل سث رالینز با موفقیت از کمربند ایالات متحده خود دفاع کرد؛ این در حالی بود که سینا این مسابقه را با یک بینی خُرد شده دنبال می‌کرد. در راو ۳ اوت، رالینز سینا را به یک مسابقه کمربند مقابل کمربند، برنده صاحب هردو کمربند، برای سامراسلم فراخواند. در برنامه تاف اِناف ۱۱ اوت، سینا علی‌رغم آسیب‌دیدگی از ناحیه بینی، این مسابقه را پذیرفت.

## نتایج
| #                                                     | نتایج | نوع مسابقه                                                                      | مدت زمان |
| ----------------------------------------------------- | --- | ------------------------------------------------------------------------------- | -------- |
| ۱                                                     | شیمس پیروز مقابل رندی اورتن | مسابقه تک نفره                                                                  | ۱۲:۱۴    |
| ۲                                                     | دِ نو دِی (بیگ ای و کوفی کینگستون) (با همراهی زِیویِر وودز) پیروز مقابل پرایم تایم پلیرز (درن یانگ و تایتوس اونیل) (c)، د لوچا دراگونز (کالیستو و سین کارا) و لُس ماتادورِس (دیِگو و فرناندو) (با همراهی اِل توریتو) | مسابقه تگ تیم برای قهرمانی کمربندهای تگ تیم                                     | ۱۱:۲۲    |
| ۳                                                     | روسِف (با همراهی سامر رِی) مقابل دالف زیگلر (با همراهی لانا) بدون برنده با double countout | مسابقه تک نفره                                                                  | ۱۱:۵۰    |
| ۴                                                     | استفن امل و نِویل پیروز مقابل استارداست و کینگ بَرِت | مسابقه تگ تیم                                                                   | ۰۷:۳۶    |
| ۵                                                     | رایبک (c) پیروز مقابل بیگ شو مقابل د میز | مسابقه تریپل ترت برای قهرمانی کمربند بین قاره‌ای                                 | ۰۵:۳۴    |
| ۶                                                     | رومن رینز و دین امبروز پیروز مقابل بری وایت و لوک هارپر | مسابقه تگ تیم                                                                   | ۱۰:۵۶    |
| ۷                                                     | سث رالینز (قهرمان دبلیودبلیوئی سنگین‌وزن جهان) پیروز مقابل جان سینا (قهرمان ایالات متحده آمریکا) | مسابقه تک نفرهٔ برنده صاحب هردو کمربند دبلیودبلیوئی سنگین‌وزن جهان و ایالات متحده | ۱۹:۲۷    |
| ۸                                                     | تیم پی‌سی‌بی (پِیج، شارلوت و بکی لینچ) پیروز مقابل تیم بِلا (نیکی و بری بِلا و آلیشا فاکس) مقابل تیم بی.اِی.دی (نِیومی، تَمینا و ساشا بنکس)                                                                          | مسابقه الیمینِیشِن سه تیمی دیواز                                                  | ۱۵:۱۸    |
| ۹                                                     | کِوین اُوِنز پیروز مقابل سِزارو | مسابقه تک نفره                                                                  | ۱۴:۲۱    |
| ۱۰                                                    | آندرتیکر پیروز مقابل براک لزنر (با همراهی پل هیمن) با تسلیم | مسابقه تک نفره                                                                  | ۱۷:۵۰    |
| - (c) – نشان‌دهنده قهرمان(هایی) است که به میدان می‌روند | |                                                                                 |          |

### مسابقه الیمینِیشِن سه تیمی دیواز
| حذف شده   | تیم          | توسط       | روش حذف                                                    | زمان  |
| --------- | ------------ | ---------- | ---------------------------------------------------------- | ----- |
| 1         | تیم بی.اِی.دی | تیم بِلا    | تمینا با دریافت یک Bella Buster توسط بری بِلا پین شد        | 06:17 |
| 2         | تیم بِلا      | تیم پی‌سی‌بی | بری بِلا با دریافت یک pump handle slam توسط بکی لینچ پین شد | 15:18 |
| تیم برنده | تیم پی‌سی‌بی   | —          | —                                                          | 15:18 |

## موضوعات مرتبط
سامِراِسلم
نوار شکست‌ناپذیری آندرتیکر در رسلمانیا